# Fontaine-Bellenger
Fontaine-Bellenger és un municipi francès situat al departament de l'Eure i a la regió de Normandia. L'any 2007 tenia 964 habitants.

## Demografia

### Població
El 2007 la població de fet de Fontaine-Bellenger era de 964 persones. Hi havia 324 famílies, de les quals 36 eren unipersonals (16 homes vivint sols i 20 dones vivint soles), 104 parelles sense fills, 164 parelles amb fills i 20 famílies monoparentals amb fills.
La població ha evolucionat segons el següent gràfic:
Habitants censats

### Habitatges
El 2007 hi havia 349 habitatges, 330 eren l'habitatge principal de la família, 12 eren segones residències i 7 estaven desocupats. 341 eren cases i 7 eren apartaments. Dels 330 habitatges principals, 299 estaven ocupats pels seus propietaris, 25 estaven llogats i ocupats pels llogaters i 6 estaven cedits a títol gratuït; 3 tenien una cambra, 3 en tenien dues, 32 en tenien tres, 107 en tenien quatre i 185 en tenien cinc o més. 281 habitatges disposaven pel capbaix d'una plaça de pàrquing. A 99 habitatges hi havia un automòbil i a 219 n'hi havia dos o més.

### Piràmide de població
La piràmide de població per edats i sexe el 2009 era:
| Homes | Edats   | Dones |
| ----- | ------- | ----- |
| 0     | 95 o +  | 4     |
| 0     | 90 a 94 | 4     |
| 4     | 85 a 89 | 0     |
| 0     | 80 a 84 | 4     |
| 4     | 75 a 79 | 4     |
| 8     | 70 a 74 | 12    |
| 0     | 65 a 69 | 4     |
| 16    | 60 a 64 | 0     |
| 12    | 55 a 59 | 28    |
| 36    | 50 a 54 | 20    |
| 32    | 45 a 49 | 32    |
| 24    | 40 a 44 | 28    |
| 24    | 35 a 39 | 24    |
| 40    | 30 a 34 | 48    |
| 56    | 25 a 29 | 36    |
| 28    | 20 a 24 | 24    |
| 48    | 15 a 19 | 20    |
| 16    | 10 a 14 | 28    |
| 44    | 5 a 9   | 36    |
| 36    | 0 a 4   | 36    |

## Economia
El 2007 la població en edat de treballar era de 663 persones, 504 eren actives i 159 eren inactives. De les 504 persones actives 466 estaven ocupades (260 homes i 206 dones) i 38 estaven aturades (11 homes i 27 dones). De les 159 persones inactives 62 estaven jubilades, 48 estaven estudiant i 49 estaven classificades com a «altres inactius».

### Ingressos
El 2009 a Fontaine-Bellenger hi havia 359 unitats fiscals que integraven 1.041 persones, la mediana anual d'ingressos fiscals per persona era de 20.789 €.

### Activitats econòmiques
Dels 29 establiments que hi havia el 2007, 5 eren d'empreses de fabricació d'altres productes industrials, 8 d'empreses de construcció, 3 d'empreses de comerç i reparació d'automòbils, 4 d'empreses de transport, 2 d'empreses d'hostatgeria i restauració, 1 d'una empresa d'informació i comunicació, 3 d'empreses de serveis, 1 d'una entitat de l'administració pública i 2 d'empreses classificades com a «altres activitats de serveis».
Dels 11 establiments de servei als particulars que hi havia el 2009, 1 era un taller de reparació d'automòbils i de material agrícola, 4 paletes, 1 fusteria, 2 electricistes, 2 restaurants i 1 saló de bellesa.
L'any 2000 a Fontaine-Bellenger hi havia 5 explotacions agrícoles.

## Equipaments sanitaris i escolars
El 2009 hi havia una escola elemental.

## Poblacions més properes
El següent diagrama mostra les poblacions més properes.